# Karolíny

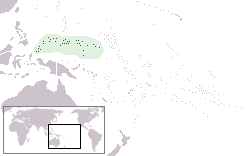
Poloha Karolín ve světě

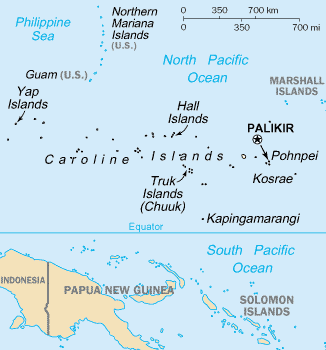
Karolíny

Karolíny (též Karolínské ostrovy nebo Souostroví Karolíny) je název pro souostroví v západní oblasti Tichého oceánu. Geograficky patří do Mikronésie.

## Historie
Ostrovy pro Evropu objevili Španělé, kteří je také jako první ovládali. V roce 1899 (po prohrané španělsko-americké válce) Karolíny odkoupilo Německé císařství, které ostrovy připojilo ke své kolonii Německá Nová Guinea. Za vlády Německa byly Karolíny rozděleny na západní (Palau a západní část Mikronésie) a východní (východní část Mikronésie). Za 1. světové války (1914) ostrovy obsadilo Japonsko, jemuž byly od roku 1919 svěřeny jako mandátní území Společnosti národů. Po 2. světové válce se Karolíny staly poručenským územím OSN ve správě USA.
Dnes je politicky rozděleno na Palau a Mikronésii, protože se obyvatelé Palau rozhodli pro nepřipojení k Federativní Mikronésii. Oba státní útvary jsou federativní republiky volně přidružené k USA.